# Charles Rosier
Pour les articles homonymes, voir Rosier (homonymie).
Œuvres principales
- In fletu solatium, sive cantiones sacræ (1667)
- Motetta, sive cantiones sacræ (1668)
- Antwerpsche Vrede-Vreught (1679)
- Pièces choisies à la manière italienne (1691)
- Französische Partien a 3 (1710)

Noël-Charles Rosier (connu aussi sous les noms de Carl Rosiers, de Rosier, Rosiers ou Rosi), né à Liège le 26 décembre 1640, et mort à Cologne le 12 décembre 1725, est un violoniste et compositeur baroque, ayant vécu et travaillé dans le Saint-Empire romain germanique et aux Provinces-Unies.

## Biographie
Son premier emploi, à partir d'environ 1664, fut celui de violoniste à la résidence de l'archevêque et électeur de Cologne, Maximilien-Henri de Bavière (qui était également prince-évêque de Liège), à Bonn ; plus tard Rosier devint Vice-Kapellmeister.  Jusqu'en 1675, il vécut surtout à Cologne mais, de 1683 à 1699, il travailla aux Pays-Bas, à Amsterdam, où il était tenu en haute estime en raison de ses qualités de violoniste ; il y comptait Carolus Hacquart parmi ses collègues.  Sur une page de titre de 1691, il est décrit comme Vice-Kapellmeister à la cour de Cologne.
En 1697, lui, ses filles Maria Petronella et Maria Anna (qui épousera Willem de Fesch), ainsi que Hendrik Anders, Jacques Cocqu et sa fille Catherina, Nicholaas Ferdinand Le Grand, François Desrosiers et Michel Parent, fondèrent à Amsterdam un collegium musicum ; cette société musicale, autant une d'amateurs que de professionnels, avait comme but de donner des concerts l'été à Amsterdam et l'hiver à La Haye.
Dans une introduction à l'art de la chanson et de jouer les instruments (Inleiding tot de zang- en speelkunst), Sweerts énumère presque tous les compositeurs, y compris Rosier, ayant contribué à un essor éphémère de la musique sur des paroles néerlandaises vers la fin du XVIIe siècle :

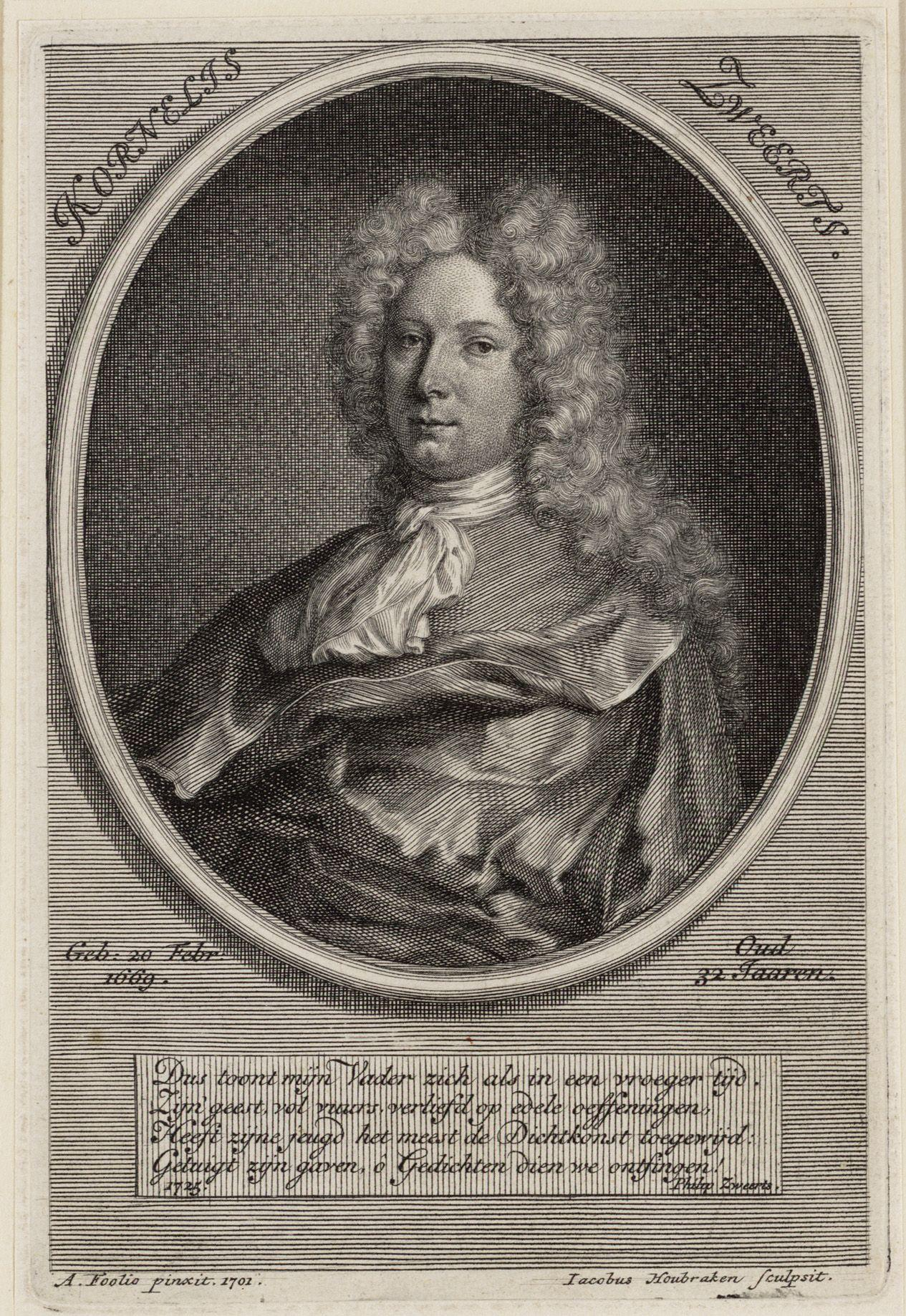
Portrait de Cornelis Sweerts à l'âge de 32 ans (1701) avec une légende par son fils Philip Sweerts

| Traduction libre du texte original | Poème de Cornelis Sweerts, où il cite les noms de quelques compositeurs de la fin du XVIIe siècle |
| --- | --- |
| ANDERS a consciencieusement tenté de traduire en néerlandais, les styles italien et français, et il semble que, dans ces deux langues, il n'ait pas pu obtenir autant de gloire qu'en néerlandais : PETERSEN et SCHENCK, eux aussi, nous montrent, de la façon la plus manifeste, que chacun doit honorer davantage sa propre langue. Ainsi, il y a des pièces honnêtes de ROSIER et de DE KONINCK, qui, chantées de façon à aboutir à l'art, réjouissent tout le monde. | Heel stip heeft ANDERS daar in 't Neerduits op gelet, Dat die naar de Italjaanse en Franschen trant gezet Kan werden: en het blijkt, dat hij in beide taalen Niet zo veel glorie als in 't Neerduits zou behalen: Ook doen ons PETERZEN en SCHENK op 't klaarste zien, Dat elk zijn eigen spraak meer eere hoort te bien: Zoo zijn 'er van ROZIER en KONING braave stukken, Die opgezongen naar de kunst, elkeen verrukken. |

En 1699, Rosier fut nommé Kapellmeister de la cathédrale de Cologne par le conseil communal et, en 1701, il fut nommé à un poste similaire, celui de Ratskapellmeister du conseil municipal ; il occupait donc simultanément les deux postes les plus importants dans la vie musicale de Cologne.  Ses deux premières publications contiennent de la musique sacrée, mais pour le reste la seule musique d'église de son cru, conservée en manuscrit, date de beaucoup plus tard dans sa vie.
Il se distingue surtout comme compositeur de musique instrumentale ; il composa 37 attrayants morceaux de danse pour trois violons sans basse continue (1679) et, dans ses autres publications, des sonates en trio, soit de style italianisant, soit sous l'influence de l'ouverture à la française.

## Ressources

### Œuvres
- In fletu solatium, sive cantiones sacræ, à trois et quatre voix solistes, deux violons, basson, basse continue, Cologne, 1667.
- Motetta, sive cantiones sacræ, à trois et quatre voix solistes, deux violons, basse continue, Cologne, 1668.
- Antwerpsche Vrede-Vreught (37 compositions de Rosier, les 20 autres de Peter Piccart[10]), pour trois violons et alto sans basse continue, Amsterdam, 1679.
- Pièces choisies à la manière italienne, pour deux flûtes ou violons et basse continue, Amsterdam, 1691.
- Quatorze sonates pour hautbois ou trompette, deux violons, alto et basse continue, éd. J.-P. Dreux, Amsterdam, 1697.
- Douze messes, dix-huit motets, 1705-1713, D-KNmi, Bsb, F-Pn
- Französische Partien a 3, Augsbourg, 1710 (ouvrage perdu).
- Deux sonates, deux flûtes à bec alto, violon, basse continue, éd. H. Ruf, Cassel, 1986.

### Discographie
- Noël-Charles Rosier : intégrale des 14 sonates, Jacques Vandeville (hautbois), Antoine Curé (trompette) et l'Orchestre de Jean-Louis Petit, REM 311071, 1993.
- Three Parts upon a Ground, John Holloway, Stanley Ritchie, Andrew Manze, John Toll, Nigel North et Mary Springfels, Harmonia Mundi, HMU 907091, 1993.